# Мік Джонс (футболіст)
Мік Джонс (англ. Mick Jones, нар. 24 квітня 1945, Ворксоп) — англійський футболіст, що грав на позиції нападника.
Виступав, зокрема, за клуби «Шеффілд Юнайтед» та «Лідс Юнайтед», а також національну збірну Англії.
Дворазовий чемпіон Англії. Володар Кубка Англії з футболу. Володар Кубка англійської ліги. Володар Суперкубка Англії з футболу. Дворазовий володар Кубка ярмарків.

## Клубна кар'єра
Народився 24 квітня 1945 року в місті Ворксоп. Вихованець футбольної школи клубу «Шеффілд Юнайтед». Дорослу футбольну кар'єру розпочав 1963 року в основній команді того ж клубу, в якій провів чотири сезони, взявши участь у 149 матчах чемпіонату. Більшість часу, проведеного у складі «Шеффілд Юнайтед», був основним гравцем атакувальної ланки команди. У складі «Шеффілд Юнайтед» був одним з головних бомбардирів команди, маючи середню результативність на рівні 0,42 гола за гру першості.
У 1967 році перейшов до клубу «Лідс Юнайтед», за який відіграв 8 сезонів. Граючи у складі «Лідс Юнайтед» також здебільшого виходив на поле в основному складі команди. В новому клубі був серед найкращих голеодорів, відзначаючись забитим голом в середньому щонайменше у кожній третій грі чемпіонату. Завершив професійну кар'єру футболіста виступами за команду «Лідс Юнайтед» у 1975 році.

## Виступи за збірну
У 1965 році дебютував в офіційних матчах у складі національної збірної Англії.
Загалом протягом кар'єри в національній команді, яка тривала 6 років, провів у її формі 3 матчі.
| Дата      | Місто    | Господарі | Результат | Гості      | Турнір           | Голи | Примітки |
| --------- | -------- | --------- | --------- | ---------- | ---------------- | ---- | -------- |
| 12-5-1965 | Нюрнберг | ФРН       | 0 – 1     | Англія     | товариський матч | -    |          |
| 16-5-1965 | Гетеборг | Швеція    | 1 – 2     | Англія     | товариський матч | -    |          |
| 14-1-1970 | Лондон   | Англія    | 0 – 0     | Нідерланди | товариський матч | -    | 73'      |
| Усього    |          | Матчів    | 3         |            | Голів            | 0    |          |

## Титули і досягнення

### Командні
- Чемпіон Англії (2):

«Лідс Юнайтед»: 1968-1969, 1973-1974
- Володар Кубка Англії з футболу (1):

«Лідс Юнайтед»: 1971-1972
- Володар Кубка англійської ліги (1):

«Лідс Юнайтед»: 1967-1968
- Володар Суперкубка Англії з футболу (1):

«Лідс Юнайтед»: 1969
- Володар Кубка ярмарків (2):

«Лідс Юнайтед»: 1967-1968, 1970-1971

### Особисті
- Кращий бомбардир Кубка європейських чемпіонів: 1969-1970 (8 м'ячів)